# Ciclismo ai Giochi della XXXII Olimpiade - BMX femminile
Le prove di BMX gara femminile dei Giochi della XXXII Olimpiade sono state corse dal 29 al 30 luglio al circuito di BMX dell'Ariake Urban Sports Park di Tokyo, in Giappone.
La gara è stata vinta dalla britannica Beth Shriever.

## Risultati
Il formato della gara ha previsto che le 24 cicliste venissero raggruppate in quattro batterie per disputare i quarti di finale. Ciascuna batteria ha disputato tre manche con classifica generale stilata sommando i piazzamenti nelle singole manche. Le quattro migliori classificate di ogni batteria al termine delle tre manche hanno avuto accesso alle due batterie di semifinale, ciascuna con 8 atlete. Ciascuna delle due batterie ha disputato tre manche, con la stessa modalità di classificazione dei quarti di finale, e le migliori quattro di ogni batteria hanno avuto accesso alla finale disputata in manche unica.

### Quarti di finale
Fonti:

#### Batteria 1
| Pos. | #   | Name                                   | 1ª manche    | 2ª manche  | 3ª manche    | Totale | Note |
| ---- | --- | -------------------------------------- | ------------ | ---------- | ------------ | ------ | ---- |
| 1    | 100 | Mariana Pajón ( Colombia)              | 45.659 (1)   | 45.576 (1) | 46.118 (1)   | 3      | Q    |
| 2    | 210 | Simone Christensen ( Danimarca)        | 46.299 (3)   | 45.576 (2) | 46.542 (2)   | 7      | Q    |
| 3    | 22  | Merel Smulders ( Paesi Bassi)          | 46.106 (2)   | 48.049 (3) | 48.751 (5)   | 10     | Q    |
| 4    | 91  | Elke Vanhoof ( Belgio)                 | 46.939 (4)   | 49.360 (5) | 47.190 (3)   | 12     | Q    |
| 5    | 215 | Payton Ridenour ( Stati Uniti)         | 48.434 (5)   | 48.156 (4) | 47.393 (4)   | 13     |      |
| 6    | 213 | Chutikan Kitwanitsathian ( Thailandia) | 1:00.717 (6) | 59.502 (6) | 1:00.786 (6) | 18     |      |

#### Batteria 2
| Pos. | #   | Name                           | 1ª manche  | 2ª manche  | 3ª manche  | Totale | Note |
| ---- | --- | ------------------------------ | ---------- | ---------- | ---------- | ------ | ---- |
| 1    | 110 | Laura Smulders ( Paesi Bassi)  | 44.907 (2) | 45.381 (1) | 45.572 (1) | 4      | Q    |
| 2    | 6   | Felicia Stancil ( Stati Uniti) | 44.412 (1) | 46.772 (2) | 46.277 (2) | 5      | Q    |
| 3    | 3   | Axelle Étienne ( Francia)      | 45.270 (3) | 47.405 (3) | 47.524 (3) | 9      | Q    |
| 4    | 155 | Drew Mechielsen ( Canada)      | 47.393 (4) | 48.246 (4) | 49.128 (5) | 13     | Q    |
| 5    | 41  | Natalia Suvorova ( ROC)        | 48.318 (5) | 49.120 (5) | 48.266 (4) | 14     |      |
| 6    | 93  | Priscilla Carnaval ( Brasile)  | 48.740 (6) | 51.336 (6) | 51.626 (6) | 18     |      |

#### Batteria 3
| Pos. | #   | Name                           | 1ª manche  | 2ª manche  | 3ª manche  | Totale | Note |
| ---- | --- | ------------------------------ | ---------- | ---------- | ---------- | ------ | ---- |
| 1    | 911 | Beth Shriever ( Gran Bretagna) | 45.268 (1) | 44.660 (1) | 44.924 (3) | 5      | Q    |
| 2    | 209 | Zoe Claessens ( Svizzera)      | 45.622 (2) | 45.429 (3) | 44.711 (2) | 7      | Q    |
| 3    | 21  | Lauren Reynolds ( Australia)   | 46.030 (3) | 45.384 (2) | 45.454 (4) | 8      | Q    |
| 4    | 88  | Saya Sakakibara ( Australia)   | 58.446 (6) | 45.597 (4) | 44.690 (1) | 11     | Q    |
| 5    | 971 | Manon Valentino ( Francia)     | 48.549 (5) | 46.945 (5) | 47.091 (5) | 15     |      |
| 6    | 212 | Vineta Pētersone ( Lettonia)   | 48.043 (4) | 47.875 (6) | 47.321 (6) | 16     |      |

#### Batteria 4
| Pos. | #   | Name                            | 1ª manche    | 2ª manche  | 3ª manche  | Totale | Note |
| ---- | --- | ------------------------------- | ------------ | ---------- | ---------- | ------ | ---- |
| 1    | 1   | Alise Willoughby ( Stati Uniti) | 46.703 (1)   | 47.741 (1) | 45.410 (1) | 3      | Q    |
| 2    | 4   | Judy Baauw ( Paesi Bassi)       | 49.797 (2)   | 48.220 (2) | 47.503 (3) | 7      | Q    |
| 3    | 308 | Rebecca Petch ( Nuova Zelanda)  | 2:01.322 (5) | 48.508 (3) | 46.823 (2) | 10     | Q    |
| 4    | 116 | Natalia Afremova ( ROC)         | 54.821 (4)   | 49.100 (4) | 47.807 (4) | 12     | Q    |
| 5    | 156 | Doménica Azuero ( Ecuador)      | 51.239 (3)   | 54.593 (5) | 49.979 (5) | 13     |      |
| 6    | 85  | Sae Hatakeyama ( Giappone)      | DNF (6)      | DNS (8)    | DNS (8)    | 22     |      |

### Semifinali

#### Batteria 1
| Pos. | #   | Name                            | 1ª manche    | 2ª manche  | 3ª manche    | Totale | Note |
| ---- | --- | ------------------------------- | ------------ | ---------- | ------------ | ------ | ---- |
| 1    | 6   | Felicia Stancil ( Stati Uniti)  | 46.731 (2)   | 45.686 (4) | 45.855 (1)   | 7      | Q    |
| 2    | 100 | Mariana Pajón ( Colombia)       | 46.167 (1)   | 45.052 (2) | 48.666 (5)   | 8      | Q    |
| 3    | 22  | Merel Smulders ( Paesi Bassi)   | 48.076 (6)   | 45.950 (5) | 47.212 (3)   | 14     | Q    |
| 4    | 155 | Drew Mechielsen ( Canada)       | 47.365 (3)   | 46.704 (7) | 47.366 (4)   | 14     | Q    |
| 5    | 88  | Saya Sakakibara ( Australia)    | 47.618 (5)   | 44.927 (1) | DNF (8)      | 14     |      |
| 6    | 308 | Rebecca Petch ( Nuova Zelanda)  | 47.597 (4)   | 46.095 (6) | 50.761 (6)   | 16     |      |
| 7    | 209 | Zoe Claessens ( Svizzera)       | 1:05.583 (7) | 47.149 (8) | 46.224 (2)   | 17     |      |
| 8    | 1   | Alise Willoughby ( Stati Uniti) | DNF (8)      | 45.201 (3) | 1:37.566 (7) | 18     |      |

#### Batteria 2
| Pos. | #   | Name                            | 1ª manche    | 2ª manche  | 3ª manche  | Totale | Note |
| ---- | --- | ------------------------------- | ------------ | ---------- | ---------- | ------ | ---- |
| 1    | 911 | Beth Shriever ( Gran Bretagna)  | 45.687 (1)   | 45.155 (1) | 44.807 (1) | 3      | Q    |
| 2    | 210 | Simone Christensen ( Danimarca) | 46.659 (2)   | 45.751 (4) | 45.358 (4) | 10     | Q    |
| 3    | 3   | Axelle Étienne ( Francia)       | 58.865 (6)   | 45.645 (3) | 45.095 (2) | 11     | Q    |
| 4    | 21  | Lauren Reynolds ( Australia)    | 1:09.159 (7) | 45.497 (2) | 45.317 (3) | 12     | Q    |
| 5    | 116 | Natalia Afremova ( ROC)         | 49.337 (4)   | 46.479 (5) | 46.633 (6) | 15     |      |
| 6    | 91  | Elke Vanhoof ( Belgio)          | 49.254 (3)   | 46.744 (6) | 47.223 (7) | 16     |      |
| 7    | 4   | Judy Baauw ( Paesi Bassi)       | 58.806 (5)   | 47.387 (7) | 45.487 (5) | 17     |      |
| 8    | 110 | Laura Smulders ( Paesi Bassi)   | DNF (8)      | 56.676 (8) | 49.580 (8) | 24     |      |

### Finale
| Rank | #   | Nome                            | Tempo  |
| ---- | --- | ------------------------------- | ------ |
|      | 911 | Beth Shriever ( Gran Bretagna)  | 44.358 |
|      | 100 | Mariana Pajón ( Colombia)       | 44.448 |
|      | 22  | Merel Smulders ( Paesi Bassi)   | 44.721 |
| 4    | 6   | Felicia Stancil ( Stati Uniti)  | 45.131 |
| 5    | 21  | Lauren Reynolds ( Australia)    | 45.401 |
| 6    | 210 | Simone Christensen ( Danimarca) | 45.582 |
| 7    | 3   | Axelle Étienne ( Francia)       | 45.853 |
| 8    | 155 | Drew Mechielsen ( Canada)       | 46.883 |